# Joanna Kos-Krauze

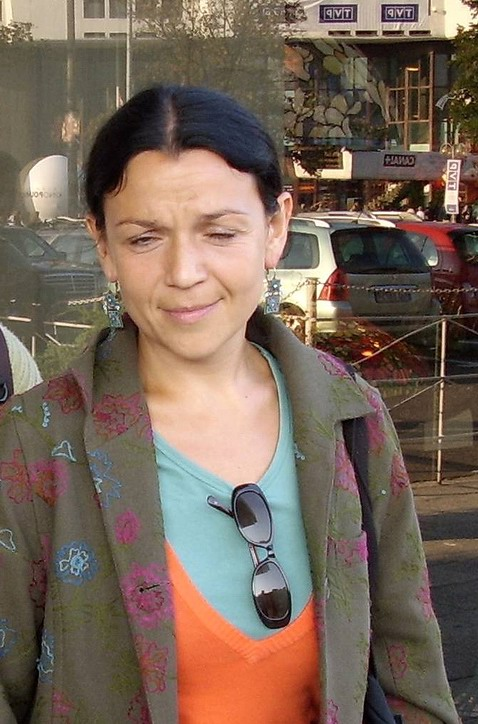
Joanna Kos-Krauze im Jahr 2007

Joanna Kos-Krauze (geborene Kos; * 8. Dezember 1972 in Olsztyn, Polen) ist eine polnische Filmregisseurin und Drehbuchautorin.

## Leben
Joanna Kos-Krauze wurde in Olsztyn geboren. In den 1990er Jahren arbeitete sie als Second-Unit-Regisseurin und Casting-Chefin. Ein wichtiges Ereignis im Leben von Joanna Kos-Krauze war die Begegnung mit Regisseur Krzysztof Krauze, den sie später dann im Jahr 2004 auch heiratete. Krauze war bereits ein gefragter und erfolgreicher Filmregisseur, beide wurden jetzt zu einem der erfolgreichsten Regisseur-Autoren-Gespanne im polnischen Filmgeschäft, welches auch international Erfolge feiern konnte.
2004 veröffentlichte sie gemeinsam mit ihrem Mann den Film Mein Nikifor über einen alten Mann, der mit naiver Kunst Erfolg hat. 2005 erhielt das Paar dafür den Preis des Internationalen Filmfestivals von Karlovy Vary. Für ihr nächstes Werk, den Film Plac Zbawiciela, wurde das Ehepaar 2007 gleich zweimal mit dem Polnischen Filmpreis ausgezeichnet; einmal in der Kategorie Bester Film und einmal in der Kategorie Bestes Drehbuch. 2013 folgte der Film Papusza – Die Poetin der Roma über die Roma-Dichterin Bronislawa Wajs, der insgesamt vier Auszeichnungen bei der Verleihung des Polnischen Filmpreis erhielt. Nachdem Krzysztof Krauze am Heiligabend 2014 an einer Krebserkrankung verstorben war, wurde ihr letzter gemeinsamer Film Ptaki śpiewają w Kigali erst im Jahr 2017 veröffentlicht.
Kos-Krauze ist Mitglied der Europäischen Filmakademie.

## Filmografie
- 2004: Mein Nikifor (Mój Nikifor)
- 2006: Plac Zbawiciela
- 2013: Papusza – Die Poetin der Roma (Papusza)
- 2017: Ptaki śpiewają w Kigali